# Santa Victoria, Argentina
Santa Victoria är en ort i Argentina.   Den ligger i provinsen Salta, i den norra delen av landet, 1 400 km norr om huvudstaden Buenos Aires. Santa Victoria ligger 266 meter över havet och antalet invånare är 1 283.
Terrängen runt Santa Victoria är mycket platt. Trakten runt Santa Victoria är nära nog obefolkad, med mindre än två invånare per kvadratkilometer.. Santa Victoria är det största samhället i trakten.
I omgivningarna runt Santa Victoria växer i huvudsak lövfällande lövskog.